# Ministri degli affari sociali dell'Austria
I ministri degli affari sociali dell'Austria si sono avvicendati dal 1918 in poi, con differenti denominazioni e responsabilità.

## Lista

### Prima Repubblica (1918-1938)
| Ministro        | Ministro         | Ministro                                 | Partito                                           | Governo                   | Mandato           | Mandato           |
| Ministro        | Ministro         | Ministro                                 | Partito                                           | Governo                   | Inizio            | Fine              |
| --------------- | ---------------- | ---------------------------------------- | ------------------------------------------------- | ------------------------- | ----------------- | ----------------- |
| Welfare sociale |                  |                                          |                                                   |                           |                   |                   |
|                 |                  | Ferdinand Hanusch (1866-1923)            | Partito Socialdemocratico d'Austria               | Renner I                  | 30 ottobre 1918   | 15 marzo 1919     |
| Renner II       | 15 marzo 1919    | Ferdinand Hanusch (1866-1923)            | Partito Socialdemocratico d'Austria               | 17 ottobre 1919           |                   |                   |
| Renner III      | 17 ottobre 1919  | Ferdinand Hanusch (1866-1923)            | Partito Socialdemocratico d'Austria               | 7 luglio 1920             |                   |                   |
| Mayr I          | 7 luglio 1920    | Ferdinand Hanusch (1866-1923)            | Partito Socialdemocratico d'Austria               | 22 ottobre 1920           |                   |                   |
| Mayr I          |                  |                                          | Eduard Heinl (ad interim) (1880-1957)             | Partito Cristiano-Sociale | 22 ottobre 1920   | 20 novembre 1920  |
| Affari sociali  |                  |                                          |                                                   |                           |                   |                   |
|                 |                  | Josef Resch (1880-1939)                  | Partito Cristiano-Sociale                         | Mayr II                   | 20 novembre 1920  | 21 giugno 1921    |
|                 |                  | Franz Pauer (1870-1936)                  | Indipendente                                      | Schober I                 | 21 giugno 1921    | 26 gennaio 1922   |
| Breisky         | 26 gennaio 1922  | Franz Pauer (1870-1936)                  | Indipendente                                      | 27 gennaio 1922           |                   |                   |
| Schober II      | 27 gennaio 1922  | Franz Pauer (1870-1936)                  | Indipendente                                      | 31 maggio 1922            |                   |                   |
|                 |                  | Richard Schmitz (1885-1954)              | Partito Cristiano-Sociale                         | Seipel I                  | 31 maggio 1922    | 17 aprile 1923    |
| Seipel II       | 17 aprile 1923   | Richard Schmitz (1885-1954)              | Partito Cristiano-Sociale                         | 20 novembre 1923          |                   |                   |
| Seipel III      | 20 novembre 1923 | Richard Schmitz (1885-1954)              | Partito Cristiano-Sociale                         | 20 novembre 1924          |                   |                   |
|                 |                  | Josef Resch (1880-1939)                  | Partito Cristiano-Sociale                         | Ramek I                   | 20 novembre 1924  | 15 gennaio 1926   |
| Ramek II        | 15 gennaio 1926  | Josef Resch (1880-1939)                  | Partito Cristiano-Sociale                         | 20 ottobre 1926           |                   |                   |
| Seipel IV       | 20 ottobre 1926  | Josef Resch (1880-1939)                  | Partito Cristiano-Sociale                         | 19 maggio 1927            |                   |                   |
| Seipel V        | 19 maggio 1927   | Josef Resch (1880-1939)                  | Partito Cristiano-Sociale                         | 4 maggio 1929             |                   |                   |
| Steeruwitz      | 4 maggio 1929    | Josef Resch (1880-1939)                  | Partito Cristiano-Sociale                         | 26 settembre 1929         |                   |                   |
|                 |                  | Theodor Innitzer (1875-1955)             | Partito Cristiano-Sociale                         | Schober III               | 26 settembre 1929 | 30 settembre 1930 |
|                 |                  | Richard Schmitz (ad interim) (1885-1954) | Partito Cristiano-Sociale                         | Vaugoin                   | 30 settembre 1930 | 4 dicembre 1930   |
|                 |                  | Josef Resch (1880-1939)                  | Partito Cristiano-Sociale                         | Ender                     | 4 dicembre 1930   | 15 aprile 1931    |
|                 |                  | Otto Ender (ad interim) (1875-1960)      | Partito Cristiano-Sociale                         | Ender                     | 15 aprile 1931    | 20 giugno 1931    |
|                 |                  | Josef Resch (1880-1939)                  | Partito Cristiano-Sociale                         | Buresch I                 | 20 giugno 1931    | 29 gennaio 1932   |
| Buresch II      | 29 gennaio 1932  | Josef Resch (1880-1939)                  | Partito Cristiano-Sociale                         | 20 maggio 1932            |                   |                   |
| Dollfuss I      | 20 maggio 1932   | Josef Resch (1880-1939)                  | Partito Cristiano-Sociale                         | 11 marzo 1933             |                   |                   |
| Dollfuss I      |                  |                                          | Robert Kerber (1884-1977)                         | Partito Cristiano-Sociale | 11 marzo 1933     | 21 settembre 1933 |
|                 |                  | Richard Schmitz (1885-1954)              | Partito Cristiano-Sociale                         | Dollfuss II               | 21 settembre 1933 | 16 febbraio 1934  |
|                 |                  | Odo Neustädter-Stürmer (1885-1938)       | Fronte Patriottico                                | Dollfuss II               | 16 febbraio 1934  | 25 luglio 1934    |
| Schuschnigg I   | 25 luglio 1934   | Odo Neustädter-Stürmer (1885-1938)       | Fronte Patriottico                                | 17 ottobre 1935           |                   |                   |
| Schuschnigg I   |                  |                                          | Josef Dobretsberger (1903-1970)                   | Fronte Patriottico        | 17 ottobre 1935   | 14 maggio 1936    |
|                 |                  | Josef Resch (1880-1939)                  | Fronte Patriottico                                | Schuschnigg II            | 14 maggio 1936    | 3 novembre 1936   |
| Schuschnigg III | 3 novembre 1936  | Josef Resch (1880-1939)                  | Fronte Patriottico                                | 16 febbraio 1938          |                   |                   |
| Schuschnigg IV  | 16 febbraio 1938 | Josef Resch (1880-1939)                  | Fronte Patriottico                                | 11 marzo 1938             |                   |                   |
|                 |                  | Hugo Jury (1887-1945)                    | Partito Nazionalsocialista Tedesco dei Lavoratori | Seyss-Inquart             | 11 marzo 1938     | 13 marzo 1938     |

### Seconda Repubblica (1945-presente)
| Ministro                                                            | Ministro         | Ministro                             | Partito                                  | Governo                             | Mandato          | Mandato          |
| Ministro                                                            | Ministro         | Ministro                             | Partito                                  | Governo                             | Inizio           | Fine             |
| ------------------------------------------------------------------- | ---------------- | ------------------------------------ | ---------------------------------------- | ----------------------------------- | ---------------- | ---------------- |
| Affari sociali                                                      |                  |                                      |                                          |                                     |                  |                  |
|                                                                     |                  | Johann Böhm (1886-1959)              | Partito Socialdemocratico d'Austria      | Renner IV                           | 27 aprile 1945   | 20 dicembre 1945 |
|                                                                     |                  | Karl Maisel (1890-1982)              | Partito Socialdemocratico d'Austria      | Figl I                              | 20 dicembre 1945 | 8 novembre 1949  |
| Figl II                                                             | 8 novembre 1949  | Karl Maisel (1890-1982)              | Partito Socialdemocratico d'Austria      | 28 ottobre 1952                     |                  |                  |
| Figl III                                                            | 28 ottobre 1952  | Karl Maisel (1890-1982)              | Partito Socialdemocratico d'Austria      | 2 aprile 1953                       |                  |                  |
| Raab I                                                              | 2 aprile 1953    | Karl Maisel (1890-1982)              | Partito Socialdemocratico d'Austria      | 23 gennaio 1956                     |                  |                  |
| Raab I                                                              |                  |                                      | Anton Proksch (1897-1975)                | Partito Socialdemocratico d'Austria | 23 gennaio 1956  | 29 giugno 1956   |
| Raab II                                                             | 29 giugno 1956   | 16 luglio 1959                       | Anton Proksch (1897-1975)                | Partito Socialdemocratico d'Austria |                  |                  |
| Raab III                                                            | 16 luglio 1959   | 3 novembre 1960                      | Anton Proksch (1897-1975)                | Partito Socialdemocratico d'Austria |                  |                  |
| Raab IV                                                             | 3 novembre 1960  | 11 aprile 1961                       | Anton Proksch (1897-1975)                | Partito Socialdemocratico d'Austria |                  |                  |
| Gorbach I                                                           | 11 aprile 1961   | 27 marzo 1963                        | Anton Proksch (1897-1975)                | Partito Socialdemocratico d'Austria |                  |                  |
| Gorbach II                                                          | 27 marzo 1963    | 2 aprile 1964                        | Anton Proksch (1897-1975)                | Partito Socialdemocratico d'Austria |                  |                  |
| Klaus I                                                             | 2 aprile 1964    | 19 aprile 1966                       | Anton Proksch (1897-1975)                | Partito Socialdemocratico d'Austria |                  |                  |
|                                                                     |                  | Grete Rehor (1910-1987)              | Partito Popolare Austriaco               | Klaus II                            | 19 aprile 1966   | 21 aprile 1970   |
|                                                                     |                  | Rudolf Häuser (1909-2000)            | Partito Socialdemocratico d'Austria      | Kreisky I                           | 21 aprile 1970   | 4 novembre 1971  |
| Kreisky II                                                          | 4 novembre 1971  | Rudolf Häuser (1909-2000)            | Partito Socialdemocratico d'Austria      | 28 ottobre 1975                     |                  |                  |
| Kreisky III                                                         | 28 ottobre 1975  | Rudolf Häuser (1909-2000)            | Partito Socialdemocratico d'Austria      | 1º ottobre 1976                     |                  |                  |
| Kreisky III                                                         |                  |                                      | Gerhard Weißenberg (1920-1980)           | Partito Socialdemocratico d'Austria | 1º ottobre 1976  | 5 giugno 1979    |
| Kreisky IV                                                          | 5 giugno 1979    | 1º ottobre 1980                      | Gerhard Weißenberg (1920-1980)           | Partito Socialdemocratico d'Austria |                  |                  |
| Kreisky IV                                                          |                  |                                      | Herbert Salcher (ad interim) (1929-2021) | Partito Socialdemocratico d'Austria | 1º ottobre 1980  | 9 ottobre 1980   |
| Kreisky IV                                                          |                  |                                      | Alfred Dallinger (1926-1989)             | Partito Socialdemocratico d'Austria | 9 ottobre 1980   | 24 maggio 1983   |
| Sinowatz                                                            | 24 maggio 1983   | 16 giugno 1986                       | Alfred Dallinger (1926-1989)             | Partito Socialdemocratico d'Austria |                  |                  |
| Vranitzky I                                                         | 16 giugno 1986   | 21 gennaio 1987                      | Alfred Dallinger (1926-1989)             | Partito Socialdemocratico d'Austria |                  |                  |
| Vranitzky II                                                        | 21 gennaio 1987  | 23 febbraio 1989                     | Alfred Dallinger (1926-1989)             | Partito Socialdemocratico d'Austria |                  |                  |
| Lavoro e affari sociali                                             |                  |                                      |                                          |                                     |                  |                  |
|                                                                     |                  | Ferdinand Lacina (ad interim) (1942) | Partito Socialdemocratico d'Austria      | Vranitzky II                        | 23 febbraio 1989 | 10 marzo 1989    |
|                                                                     |                  | Walter Geppert (1939)                | Partito Socialdemocratico d'Austria      | Vranitzky II                        | 10 marzo 1989    | 17 dicembre 1990 |
|                                                                     |                  | Josef Hesoun (1930-2003)             | Partito Socialdemocratico d'Austria      | Vranitzky III                       | 17 dicembre 1990 | 29 novembre 1994 |
| Vranitzky IV                                                        | 29 novembre 1994 | Josef Hesoun (1930-2003)             | Partito Socialdemocratico d'Austria      | 6 aprile 1995                       |                  |                  |
| Vranitzky IV                                                        |                  |                                      | Franz Hums (1937-2015)                   | Partito Socialdemocratico d'Austria | 6 aprile 1995    | 12 marzo 1996    |
| Vranitzky V                                                         | 12 marzo 1996    | 28 gennaio 1997                      | Franz Hums (1937-2015)                   | Partito Socialdemocratico d'Austria |                  |                  |
|                                                                     |                  | Eleonora Hostasch (1944)             | Partito Socialdemocratico d'Austria      | Klima                               | 28 gennaio 1997  | 4 febbraio 2000  |
| Lavoro, sanità e affari sociali                                     |                  |                                      |                                          |                                     |                  |                  |
|                                                                     |                  | Elisabeth Sickl (1940)               | Partito della Libertà d'Austria          | Schüssel I                          | 4 febbraio 2000  | 24 ottobre 2000  |
|                                                                     |                  | Herbert Haupt (1947)                 | Partito della Libertà d'Austria          | Schüssel I                          | 24 ottobre 2000  | 28 febbraio 2003 |
| Schüssel II                                                         | 28 febbraio 2003 | Herbert Haupt (1947)                 | Partito della Libertà d'Austria          | 26 gennaio 2005                     |                  |                  |
| Schüssel II                                                         |                  |                                      | Ursula Haubner (1945)                    | Partito della Libertà d'Austria     | 26 gennaio 2005  | 11 gennaio 2007  |
| Sicurezza sociale, generazioni e tutela dei consumatori             |                  |                                      |                                          |                                     |                  |                  |
|                                                                     |                  | Erwin Buchinger (1955)               | Partito Socialdemocratico d'Austria      | Gusenbauer                          | 11 gennaio 2007  | 2 dicembre 2008  |
| Sicurezza sociale e tutela dei consumatori                          |                  |                                      |                                          |                                     |                  |                  |
|                                                                     |                  | Rudolf Hundstorfer (1951-2019)       | Partito Socialdemocratico d'Austria      | Faymann I                           | 2 dicembre 2008  | 16 dicembre 2013 |
| Faymann II                                                          | 16 dicembre 2013 | Rudolf Hundstorfer (1951-2019)       | Partito Socialdemocratico d'Austria      | 26 gennaio 2016                     |                  |                  |
| Faymann II                                                          |                  |                                      | Alois Stöger (1960)                      | Partito Socialdemocratico d'Austria | 26 gennaio 2016  | 17 maggio 2016   |
| Kern                                                                | 17 maggio 2016   | 18 dicembre 2017                     | Alois Stöger (1960)                      | Partito Socialdemocratico d'Austria |                  |                  |
| Lavoro, sicurezza sociale e tutela dei consumatori                  |                  |                                      |                                          |                                     |                  |                  |
|                                                                     |                  | Beate Hartinger-Klein (1959)         | Partito della Libertà d'Austria          | Kurz I                              | 18 dicembre 2017 | 20 maggio 2019   |
|                                                                     |                  | Walter Pöltner (1952)                | Indipendente                             | Kurz I                              | 22 maggio 2019   | 3 giugno 2019    |
| Lavoro, affari sociali, sanità e tutela dei consumatori             |                  |                                      |                                          |                                     |                  |                  |
|                                                                     |                  | Brigitte Zarfl (1962)                | Indipendente                             | Bierlein                            | 3 giugno 2019    | 7 gennaio 2020   |
|                                                                     |                  | Rudolf Anschober (1960)              | I Verdi                                  | Kurz II                             | 7 gennaio 2020   | 13 aprile 2021   |
|                                                                     |                  | Wolfgang Mückstein (1974)            | I Verdi                                  | Kurz II                             | 19 aprile 2021   | 11 ottobre 2021  |
| Schallenberg                                                        | 11 ottobre 2021  | Wolfgang Mückstein (1974)            | I Verdi                                  | 6 dicembre 2021                     |                  |                  |
| Nehammer                                                            | 6 dicembre 2021  | Wolfgang Mückstein (1974)            | I Verdi                                  | 8 marzo 2022                        |                  |                  |
| Nehammer                                                            |                  |                                      | Johannes Rauch (1959)                    | I Verdi                             | 8 marzo 2022     | 3 marzo 2025     |
| Lavoro, affari sociali, sanità, assistenza e tutela dei consumatori |                  |                                      |                                          |                                     |                  |                  |
|                                                                     |                  | Korinna Schumann (1966)              | Partito Socialdemocratico d'Austria      | Stocker                             | 3 marzo 2025     | in carica        |